# Chris Taylor (baseball)
Pour les articles homonymes, voir Chris Taylor et Taylor.
Christopher Armand Taylor (né le 29 août 1990 à Virginia Beach, Virginie, États-Unis) est un joueur d'arrêt-court des Dodgers de Los Angeles de la Ligue majeure de baseball.
En 2017, il partage avec son coéquipier Justin Turner le prix du joueur par excellence de la Série de championnat de la Ligue nationale.

## Carrière

### Mariners de Seattle
Joueur des Cavaliers de l'université de Virginie, Chris Taylor est un choix de cinquième ronde des Mariners de Seattle en 2012. En 2013, Taylor est nommé meilleur joueur des Mariners en ligues mineures après une saison de 100 points marqués et 34 buts volés en 134 parties disputées pour High Desert dans le A+ et Jackson au niveau Double-A. Il frappe pour ,314 de moyenne au bâton avec un pourcentage de présence sur les buts de ,409 pour ces deux clubs.
Taylor fait ses débuts dans le baseball majeur avec Seattle le 24 juillet 2014. À son premier match, il réussit son premier coup sûr au plus haut niveau, contre le lanceur Wei-Yin Chen, des Orioles de Baltimore.

### Dodgers de Los Angeles
Le 19 juin 2016, il est échangé des Mariners de Seattle aux Dodgers de Los Angeles en retour du lanceur droitier Zach Lee.
Taylor partage avec son coéquipier Justin Turner le prix du joueur par excellence de la Série de championnat 2017 de la Ligue nationale.